# Pilchowice (województwo śląskie)
Pilchowice (niem. Pilchowitz) – wieś sołecka (dawniej miasto) w Polsce położona w województwie śląskim, w powiecie gliwickim, w gminie Pilchowice, siedziba gminy Pilchowice. Historycznie leży na Górnym Śląsku.
W latach 1975–1998 miejscowość administracyjnie należała do województwa katowickiego. Pilchowice otrzymały prawa miejskie przed 1561 rokiem, a odebrano je im w 1742 roku.

## Nazwa
Nazwa miejscowości wywodzi się od pilcha (tj. popielicy szarej, Glis glis). Heinrich Adamy w swoim dziele o nazwach miejscowości na Śląsku wydanym w 1888 we Wrocławiu wymienia najwcześniejszą nazwę wsi jako Pylchowicz podając jej znaczenie Billmaus, Haselmansort czyli po polsku Miejscowość Pilchów. Od tego zwierzęcia nazwę miejscowości wywodził również zmarły w Pilchowicach śląski pisarz Konstanty Damrot. W swoim dziele z 1896 o nazwach miejscowych na Śląsku podał także dwie nazwy polską Pilchowice oraz niemiecką Pilchowitz.
Polską nazwę Pilchowice w książce Krótki rys jeografii Szląska dla nauki początkowej wydanej w Głogówku w 1847 wymienił śląski pisarz Józef Lompa. Od nazwy tego zwierzęcia tworzono również staropolskie nazwiska, a więc nazwa wsi może mieć charakter nazwy patronimicznej wywodzącej się od założyciela lub pierwszego właściciela o nazwisku Pilch.
Ze względu na polskie pochodzenie nazwy miejscowości w 1936 ówczesna nazistowska administracja III Rzeszy w akcji germanizacyjnej postanowiła zmienić ją i wprowadziła nową, całkowicie niemiecką w brzmieniu Bilchengrund. Obecną nazwę wsi zatwierdzono administracyjnie 12 listopada 1946.

## Historia
Miejscowość powstała w XIV wieku i była początkowo wsią rycerską, która rozwinęła się z miejsca, w którym odbywały się targi. W 1363 roku w dokumentach zanotowany został Leutholdus z Pilchowic, a w latach 1480–1496 dokumenty notują Jana Gołego z Ponęcic, pana na Pilchowicach. We wsi powstał w tym początkowym okresie zamek obronny otoczony fosami oraz wałami, który w późniejszym czasie po zasypaniu fosy oraz zrównaniu wałów, przekształcony został w rezydencję dworską.
W 1437 roku Pilchowice wraz z innymi posiadłościami przechodzą na własność Wacława II raciborskiego, pana na Opawie i Raciborzu, odstąpione mu przez brata, księcia Mikołaja. Następuje to w wyniku podziału ziem raciborskiej, karniowskiej i rybnickiej. 

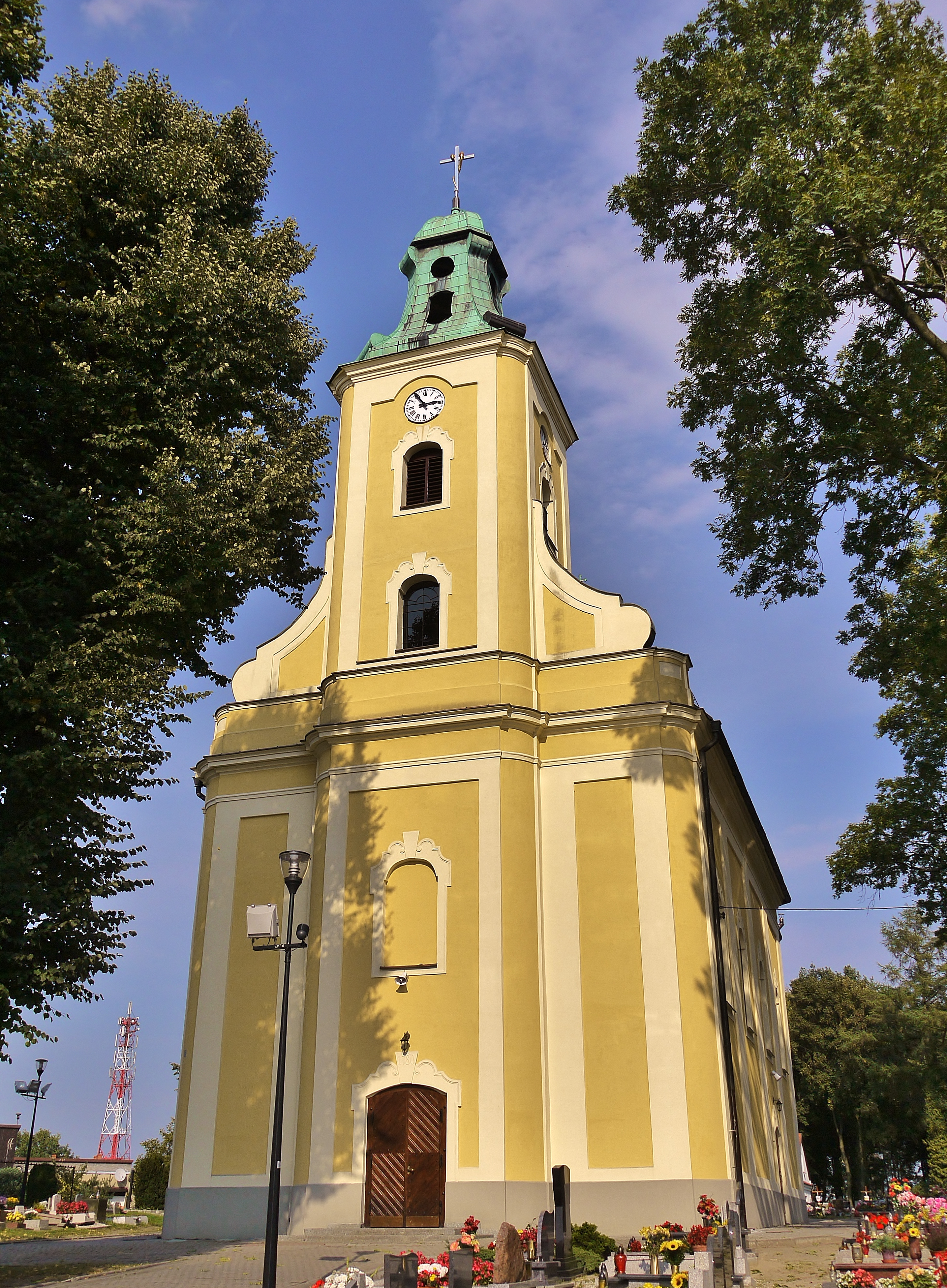
Kościół parafialny pw. ścięcia św. Jana Chrzciciela

W 1780 roku wzniesiony został w miejscowości kościół parafialny, a także kilkuklasowa szkoła oraz katolickie seminarium nauczycielskie. W 1809 roku przy klasztorze braci miłosierdzia powstał szpital na 40 łóżek, który wzniósł ówczesny dziedzic dóbr pilchowickich hrabia von Wengersky z fundacji Antoniego Wenzla z Rybnika.

Dawny klasztor, obecnie szpital przeciwgruźliczy

Pod koniec XIX wieku miejscowość wymienia Słownik geograficzny Królestwa Polskiego jako leżącą w powiecie rybnickim. Wieś dzieliła się na dwie części, dworską oraz wiejską. Największą własność w miejscowości posiadał hrabia von Wengersky, który miał gospodarstwo hodowlane liczące w 1842 roku m.in. 8460 sztuk owiec rasy merynos, bardzo cenionych ze względu na obfite runo. Do jego dóbr należało także 2136 morg lasu. Wieś miała wówczas zarząd miejski i znajdował się w niej urząd pocztowy oraz zakład karny dla 100 przestępców, mieszczący się w rezydencji dziedzica Pilchowic, hrabiego Węgierskiego. Miejscowość miała wówczas charakter rolniczo-targowy. Odbywały się w niej 4 jarmarki rocznie oraz cotygodniowe targi. Ludność miejscowa trudniła się głównie handlem, rolnictwem oraz tkactwem lnianym.
W XIX wieku w miejscowości dominowała ludność polskojęzyczna. Topograficzny opis Górnego Śląska z 1865 notuje stosunki ludnościowe na terenie wsi – Die Bevolkerung besteht aus 165 Haushaltungen mit 928 Seelen, von denen 786 nur der polnischen Sprache (...). czyli w tłumaczeniu na język polski Ludność składa się 928 dusz w 165 gospodarstwach domowych, z których 786 mówi tylko po polsku (...). Również pod koniec XIX wieku w miejscowości dominowali Polacy. We wsi znajdowało się wówczas 165 domów zamieszkanych przez 928 mieszkańców, z czego 728 Polaków.
W ramach plebiscytu na Górnym Śląsku w 1921 roku w Pilchowicach łącznie z obszarem dworskim 428 głosów opowiedziało się za pozostaniem w Niemczech, a 249 za przyłączeniem do Polski. Po podziale Górnego Śląska w 1922 roku Pilchowice pozostały w Niemczech.

## Edukacja

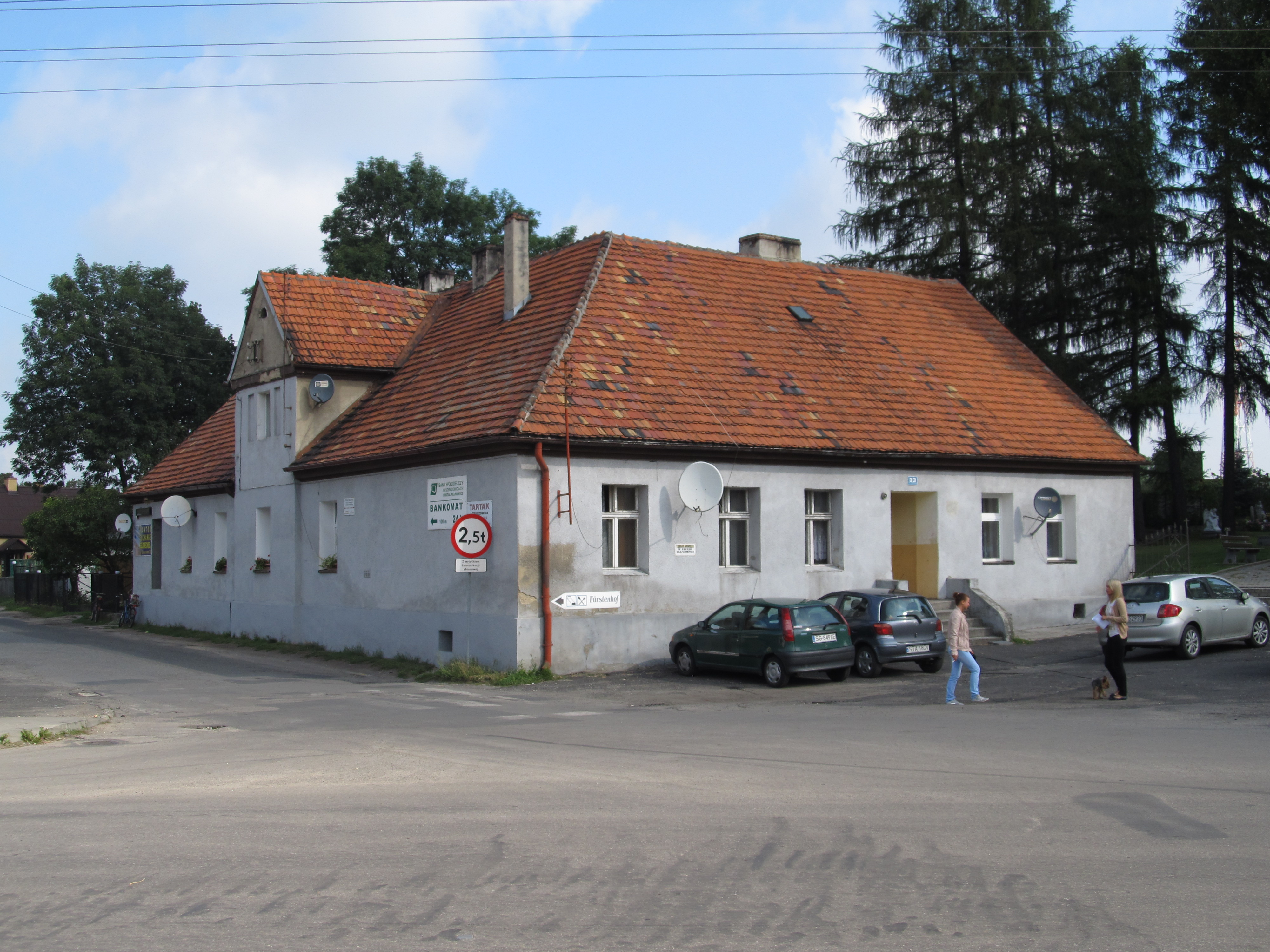
Dawna szkoła parafialna

Przedszkola:
- Przedszkole w Pilchowicach

Szkoły podstawowe:
- Szkoła Podstawowa w Pilchowicach

Gimnazja:
- Gimnazjum w Pilchowicach

## Turystyka
Przez wieś przebiega szlak turystyczny:
- – Szlak Husarii Polskiej

## Ludzie związani z miejscowością
- W Pilchowicach zmarł Konstanty Damrot – poeta, pisarz, działacz górnośląski oraz duchowny katolicki[12].
- W Pilchowicach mieszka pisarz Szczepan Twardoch.